# 葉紹京
葉紹京，福建云霄西林人，明朝政治人物、進士出身。葉期遠之孫。
崇禎元年，登進士，官至刑部主事。